# Pyogenes Granulom
Das pyogene Granulom (lat Granuloma pyogenicum) ist ein erworbener gutartiger vaskulärer Hauttumor aus der Gruppe der Hämangiome. Es handelt sich um eine exophytische Gefäßproliferation.

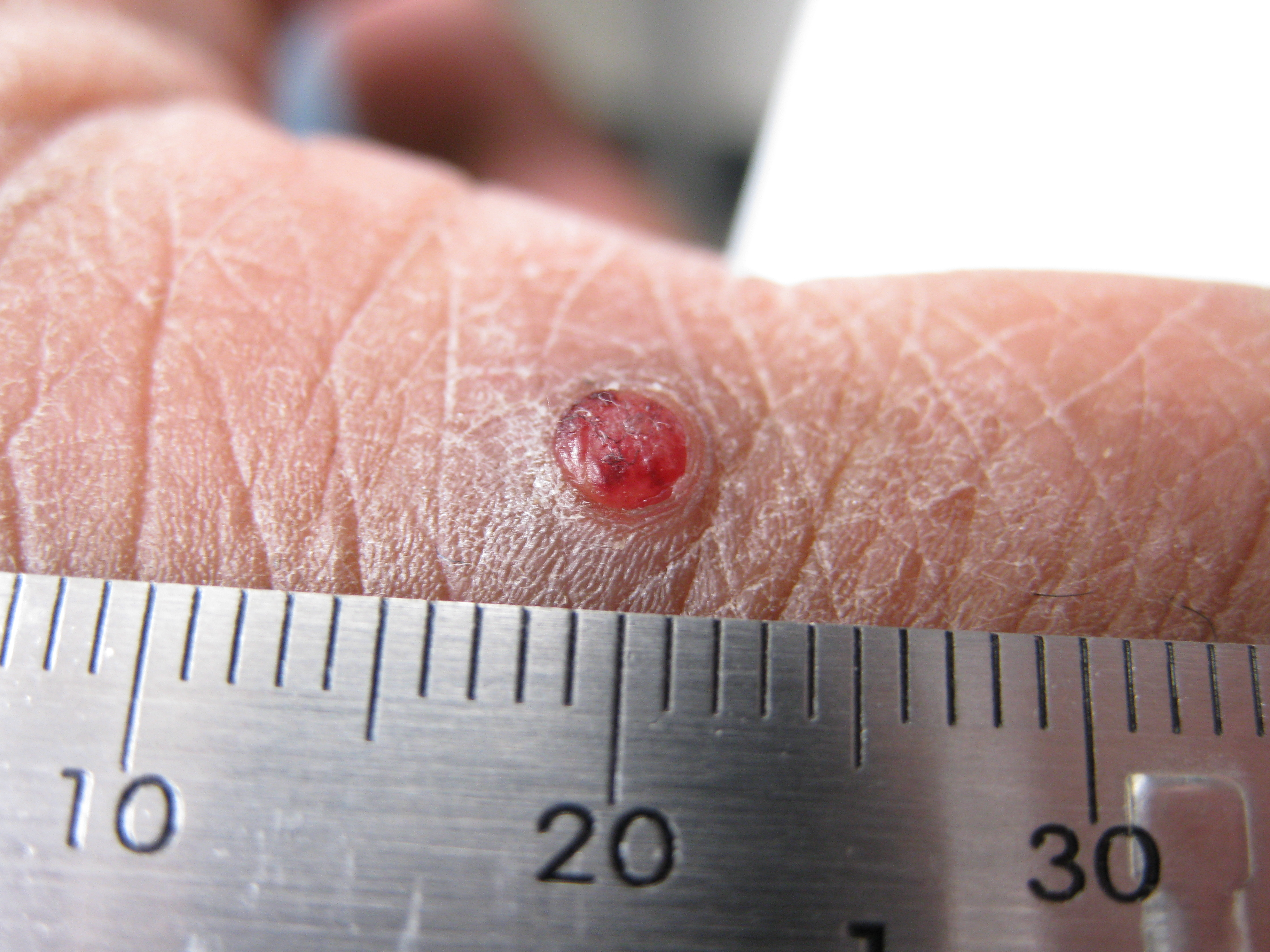
Ein pyogenes Granulom in frühem Stadium an einem Finger.

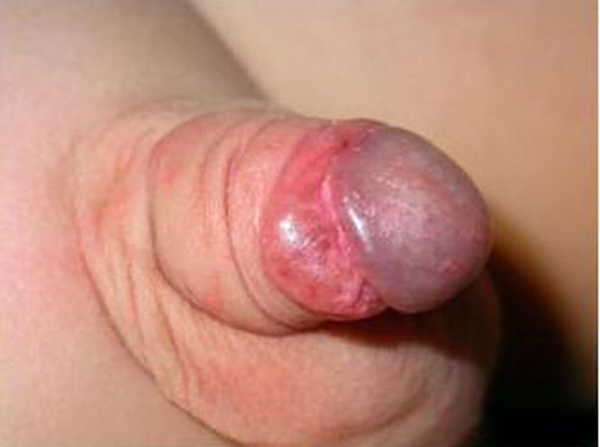
Multiples pyogenes Granulom am Penis eines Vierjährigen (ventrale Sicht).

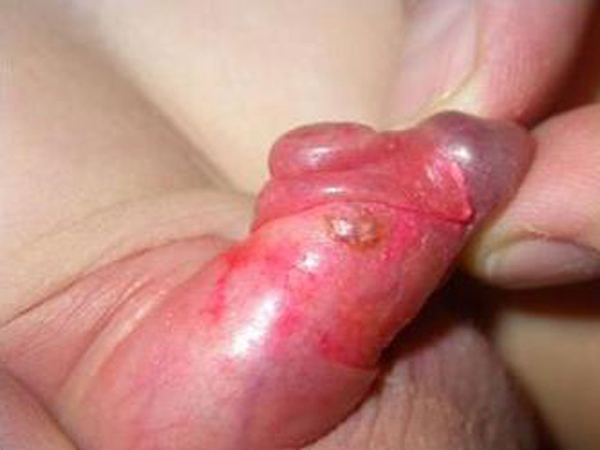
Gleicher Patient (dorsale Sicht).

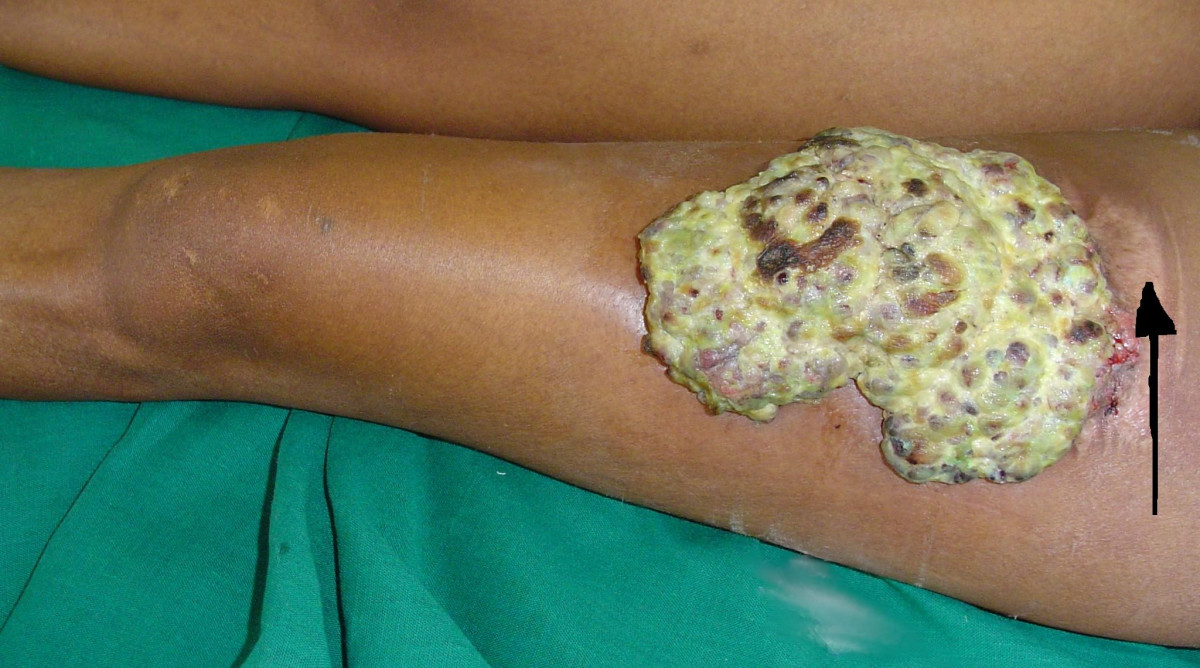
Ein großes pyogenes Granulom am linken Oberschenkel einer 28-jährigen Patientin mit HIV.

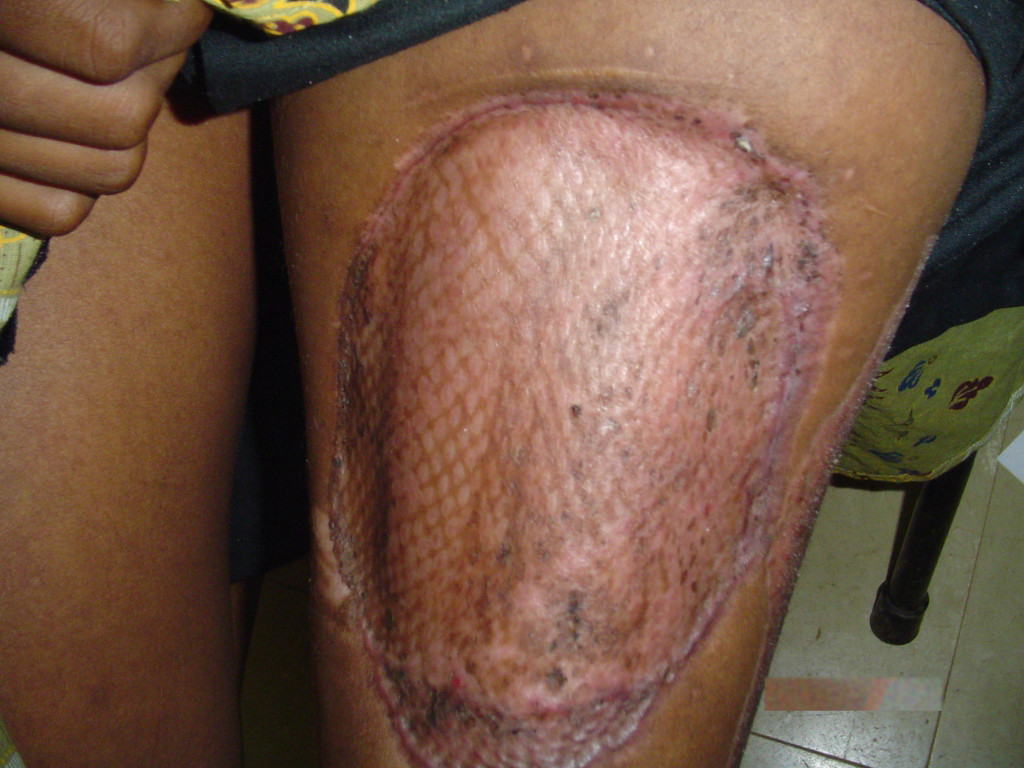
Der gleiche Oberschenkel fünf Monate nach der Behandlung.

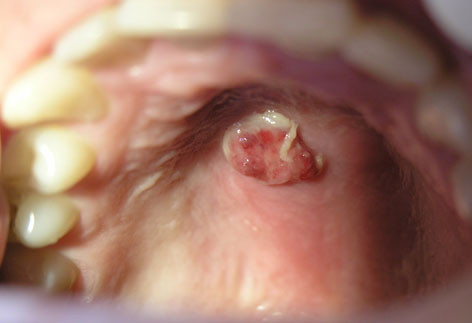
Ein pyogenes Granulom am Gaumen eines 16-jährigen Patienten.

Dieser stark proliferierende Tumor (eine Hyperplasie) wird häufig als maligner Tumor (Krebs) fehlgedeutet. Das pyogene Granulom hat kein spezifisches histologisches Erscheinungsbild. Daher erhielt es in der Vergangenheit eine Vielzahl von Namen, unter anderem Granuloma pediculatum, Pediculatum, Epulis granulomatosa, Granuloma teleangiectaticum, Epulis angiomatosa, Wundgranulom, Stielknollen, Teleangiectaticum, Pseudobotryomykom, teleangiektatisches Wundgranulom, eruptives Angiom und proliferierendes Angiom.
Die weit verbreitete Bezeichnung pyogenes Granulom ist ein Namensirrtum (Misnomer), da es sich nicht um eine Infektion bakterieller Natur (pyogen = ‚Eiter bildend‘), sondern um eine entzündliche Hyperplasie handelt. Auch die Bezeichnung Granulom ist genau genommen falsch.
Einige Autoren bevorzugen daher die Bezeichnung lobuläres kapilläres Hämangiom (engl. lobular capillary hemangioma, LCH), während andere Autoren beim pyogenen Granulom zwei Unterarten unterscheiden: besagtes lobuläres kapilläres Hämangiom und einen Nicht-LCH-Typ (non-LCH). Beide Subtypen unterscheiden sich in ihrer Histologie.

## Verbreitung und Inzidenz
Das pyogene Granulom kann sowohl bei Männern als auch bei Frauen in jeder Altersklasse auftreten. Gehäuft tritt es in der zweiten und dritten Altersdekade auf. Bei hellhäutigen Menschen liegt die Prävalenz mit 86,4 Prozent deutlich höher als bei dunkelhäutigen (6,2 Prozent) und asiatischen (0,8 Prozent).
Da das pyogene Granulom häufig während einer Schwangerschaft auftritt, wird es in diesen Fällen auch Schwangerschaftstumor (Granuloma gravidarum bzw. Epulis gravidarum) genannt. Die während einer Schwangerschaft veränderten Hormonspiegel der Frau erhöhen die Wahrscheinlichkeit für die Ausbildung eines lobulär kapillären Hämangioms. Für die Prävalenz eines Schwangerschaftstumors werden, je nach Studie, sehr unterschiedliche Werte von 0,2 bis 14 % angegeben.
Das pyogene Granulom ist ein Hauttumor. Sehr selten findet es sich im Gastrointestinaltrakt – mit Ausnahme der Mundhöhle. Die Inzidenz für orale pyogene Granulome ist sehr hoch.

## Ätiologie
Der genaue Pathomechanismus, der zu einem pyogenen Granulom führt, ist noch weitgehend ungeklärt. Wunden, lokale Reizungen, bestimmte Arzneimittel oder auch hormonelle Veränderungen sind prinzipiell in der Lage die Tumorbildung zu initiieren.
Viele Patienten geben an, dass sie an der Stelle, an der sich bei ihnen ein pyogenes Granulom gebildet hat, früher eine Verletzung oder Irritation hatten. Beispielsweise können sich nach einer Beschneidung pyogene Granulome bilden. Auch Verbrennungen zweiten Grades können Jahre später die ortsgleiche Entwicklung pyogener Granulome begünstigen. Feuermale (Naevus flammeus) sind ein oft zu beobachtender Ausgangspunkt für ein pyogenes Granulom. Offensichtlich begünstigen die fehlgebildeten Blutgefäße im Naevus flammeus deren Entstehung.
Längere Zeit vermutete man, dass Humane Papillomviren bei der Genese des pyogenen Granuloms eine Rolle spielen würden. Mittels Polymerase-Kettenreaktion ließen sich allerdings keine Viren der HPV-Typen 6, 11, 16, 31, 33, 35, 42 oder 58 nachweisen.
Die induzierbare NO-Synthase (iNOS), der Vascular Endothelial Growth Factor (VEGF), der Fibroblast Growth Factor (FGF) und der Connective Tissue Growth Factor (CTGF) spielen für die Angiogenese und das Wachstum eines pyogenen Granuloms eine wesentliche Rolle.
Während einer Schwangerschaft finden komplexe, bisher noch nicht vollständig verstandene Veränderungen an den Blutgefäßen statt. Neben einem pyogenen Granulom werden beispielsweise vermehrt Naevi aranei (Spinnennävi), Glomustumoren oder Ödeme (speziell im Gesicht und in den Beinen) gebildet. Die meisten dieser Erscheinungen bilden sich nach dem Ende der Schwangerschaft wieder zurück – auch das Granuloma gravidarum (Schwangerschaftstumor). Mangelnde Mundhygiene während der Schwangerschaft erhöht signifikant die Wahrscheinlichkeit für ein pyogenes Granulom. In vielen Fällen lässt – aus unterschiedlichen Gründen – während einer Schwangerschaft die Mundhygiene nach, so dass sich unter anderem vermehrt Zahnstein bilden kann. Eine Gingivitis bekommen etwa 35 bis 50 % aller Schwangeren während ihrer Schwangerschaft.
Bestimmte Medikamente, wie beispielsweise Retinoide der ersten Generation (Isotretinoin) zur Behandlung von Akne, stehen im Verdacht, in bestimmten Fällen pyogene Granulome auslösen zu können.

## Beschreibung

### Haupttypen
Typisch für das Granuloma pyogenicum sind das schnelle Wachstum des Tumors mit Ausbildung eines roten Knotens, der im weiteren Verlauf des Wachstums zur Basis hin abgeschnürt ist (pilzförmige Struktur). Der Durchmesser liegt in den meisten Fällen zwischen 10 und 30 mm. Der Tumor ist selten größer und tritt meist nur einzeln auf. Eine Satellitose wird nur sehr selten beobachtet. Zum gesunden Gewebe besteht eine scharfe Abgrenzung. Die Oberfläche des meist weichen kugeligen Tumors ist in vielen Fällen zerklüftet und verkrustet, da sie leicht zum Nässen oder Bluten neigt. Im späten Stadium neigt der Tumor zu sekundären Ulzerationen. Der Tumor selbst verursacht in der Regel keine Schmerzen.
Bevorzugt bildet sich ein Granuloma pyogenicum an den Extremitäten, im Kopf-Hals-Bereich und den oro-nasalen Schleimhäuten. Entsprechend ist es häufig auf den Lippen, der Kopfhaut, im Gesicht, an Fingerkuppen, der Zunge, der Innenhand und den Zehen zu finden. Gelegentlich kann auch der Penis betroffen sein.
Ein Schwangerschaftstumor entsteht dagegen fast ausschließlich in der Mundhöhle.
Sehr selten findet sich ein Granuloma pyogenicum auch an anderen Organen, wie beispielsweise Leber, des Dünndarms, des Magens des Colon sigmoideum (der letzte Abschnitt des Dickdarms) bzw. überhaupt im Gastrointestinaltrakt.
Spontane Regressionen (Zurückbildungen) sind – mit Ausnahme des Schwangerschaftstumors (Granuloma gravidarum) – sehr selten. Bei unvollständiger Entfernung ist die Rezidivrate sehr hoch.

### Subtypen
Es sind mehrere seltene Subtypen des Granuloma pyogenicum bekannt. Dazu zählen:
- die subkutane intravasale Variante[31]
- das eruptive Granuloma pyogenicum und
- das Granuloma pyogenicum mit Satellitose.[22]

## Differentialdiagnose
Das Granuloma pyogenicum lässt sich vom amelanotischen malignen Melanom (eine spezielle Form des schwarzen Hautkrebses) nur histologisch unterscheiden. Auch ein Hämangiosarkom sowie – speziell in der Mundhöhle – ein Plattenepithelkarzinom sind ebenfalls in Betracht zu ziehen. Plattenepithelkarzinome sind mit etwa 80 % Anteil die häufigsten malignen Tumoren in der Mundhöhle.

## Therapie
Da sich ein pyogenes Granulom – mit Ausnahme des Schwangerschaftstumors – in den meisten Fällen nicht zurückbildet, ist in vielen Fällen die Entfernung des Tumors angezeigt. Dies kann entweder chirurgisch durch Exzision oder per Laserablation erfolgen. In beiden Fällen ist es wichtig, dass das zentrale Blutgefäß, das den Tumor versorgt, vollständig entfernt wird, da es sonst sehr oft zu Rezidiven kommt. Einige Autoren raten wegen der hohen Rezidivrate von der Laserablation ab. Die Rezidivrate liegt bei der Exzision im Bereich von bis zu 15 Prozent. Rezidive können wenige Tage nach der Therapie wieder die ursprüngliche Tumorgröße erreichen. Die Exzision kann bei Erwachsenen unter Lokalanästhesie erfolgen. Bei Kindern wird meist eine Vollnarkose angewendet.
Neben diesen beiden etablierten Verfahren wurden in der Vergangenheit noch die Kryochirurgie, die intraläsionale Injektion von Corticosteroiden, Ethanol und anderen sklerosierenden Substanzen angewendet oder diskutiert.

## Prognose
Ein pyogenes Granulom ist aufgrund seiner Benignität normalerweise keine ernsthafte Erkrankung. Nach der vollständigen Entfernung des Tumors besteht eine sehr hohe Wahrscheinlichkeit der vollständigen Heilung.
Es sind Fälle von Schwangerschaftstumoren bekannt, die sich an der Nasenschleimhaut gebildet haben, die gesamte Nasenhöhle ausfüllten und dann aus der Nase herauswuchsen. Die Patientinnen verloren dann bei Blutungen bis zu 500 ml an Blut. Durch den extremen Tumorwuchs können Teile des Nasenskelettes und der Nasennebenhöhlen degenerieren.

## Erstbeschreibung
Das Granuloma pyogenicum beschrieben 1897 erstmals die Franzosen Antonin Poncet und Louis Dor bei einem Patienten, der diesen Tumor in der Mundhöhle hatte. Sie nannten die Erkrankung Botryomycosis hominis, da sie dachten, es handle sich um eine von Pferden auf den Menschen übertragene Botryomycose (Traubenpilzkrankheit); eine chronische Wundinfektionskrankheit. Sieben Jahre später stellte M. B. Hartzell fest, dass diese Vermutung falsch war. Er gab der Erkrankung den heute noch am meisten verwendeten – sachlich falschen – Namen Granuloma pyogenicum.

## Weiterführende Literatur
Fachbücher
- P. Altmeyer: Enzyklopädie der Dermatologie, Venerologie, Allergologie, Umweltmedizin. Verlag Springer, 2009, ISBN 3-540-89542-6

Review-Artikel
- R. L. Lin und C. K. Janniger: Pyogenic granuloma. In: Cutis 74, 2004, S. 229–233. PMID 15551715
- Y. Demir u. a.: Cutaneous lobular capillary hemangioma induced by pregnancy. In: Journal of Cutaneous Pathology 31, 2004, S. 77–80. PMID 14675290
- S. Gupta, B. D. Radotra, B. Kumar: Multiple, genital lobular capillary haemangioma (pyogenic granuloma) in a young woman: a diagnostic puzzle. In: Sexually transmitted infections. Band 76, Nummer 1, Februar 2000, S. 51–52, PMID 10817071, PMC 1760553 (freier Volltext) (Review).
- L. J. Willies-Jacobo u. a.: Pyogenic granuloma presenting as a congenital epulis. In: Arch Pediatr Adolesc Med 154, 2000, S. 603–605. PMID 10850508

Originäre Publikationen
- E. A. Azzopardi u. a.: Pyogenic granuloma as a surrogate indicator of deep seated foreign bodies: a case report. In: Cases J 2, 2009, 7354. PMID 19918522 (Open Access)
- J. Dissemond und S. Grabbe: Giant pyogenic granuloma. In: CMAJ 178, 2008, S. 25–26. PMID 18166726
- C. Tomasini, P. Puiatti, M. G. Bernengo: Multiple pyogenic granuloma of the penis. In: Sexually transmitted infections. Band 74, Nummer 3, Juni 1998, S. 221–222, PMID 9849562, PMC 1758111 (freier Volltext).